# Edgar Napoléon Henry Ney
Edgar Napoléon Henry Ney (Parigi, 14 marzo 1812 – Parigi, 13 ottobre 1882) è stato un generale e politico francese.

## Biografia
Figlio quartogenito del celebre maresciallo napoleonico Michel Ney, ispirato dalla figura paterna entrò come volontario nell'esercito frances nel 1832 ottenendo il rango di sottotenente del 5º reggimento di ussari, corpo di cavalleria. Promosso tenente già dal 1836, divenne capitano nel 1843 e capo squadrone del 1º reggimento ussari nel 1844. 
Dal 1849 fu tenente colonnello del 3º reggimento di ussari e venne prescelto quale ufficiale d'ordinanza da Luigi Napoleone Bonaparte, allora presidente della Seconda repubblica francese il quale gli concesse anche l'incarico di recapitare a papa Pio IX la famosa lettera del 18 agosto 1849 nella quale il presidente francese si offriva di assistere lo Stato Pontificio nella sua restaurazione temporale purché il pontefice avesse approvato delle riforme liberali.

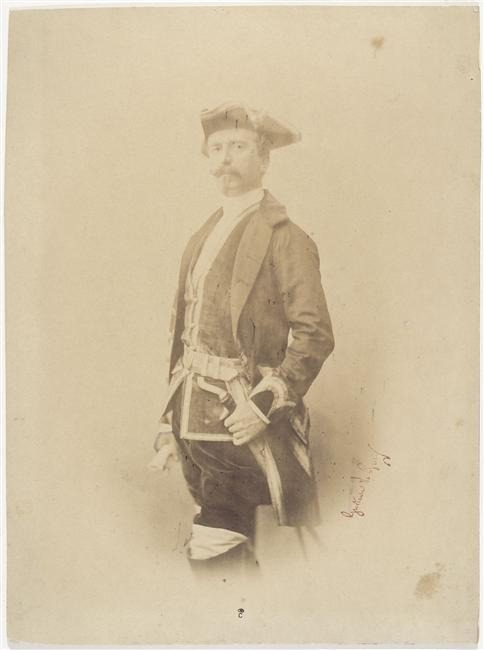
Edgar Ney in tenuta da grand veneur di Francia in una fotografia di Gustave Le Gray del 1865 circa.

Nel 1852 venne nominato colonnello del 6° ussari dal gennaio del 1852 e ricoprì l'incarico di aiutante di campo dell'imperatore.
Nel 1857 succedette al fratello nel titolo di principe della Moscova, creato per il padre durante l'impero di Napoleone I e riconfermato da Napoleone III.
Promosso generale di brigata, prese parte con Napoleone III alla Seconda guerra d'indipendenza italiana ed alla Battaglia di Magenta, a seguito della quale venne nominato rappresentante per il dipartimento di Charente-Inférieure e senatore dell'impero. Passò al rango di generale di divisione nel 1863 e nel 1865 venne nominato grand veneur (gran cacciatore) di Francia.
Prigioniero di guerra a seguito della sconfitta francese nella Battaglia di Sedan nell'ambito dell Guerra franco-prussiana, dal 2 settembre 1870 accompagnò Napoleone III dapprima nella sua prigionìa e poi nel suo esilio, salvo poi tornare in Francia ove morì nel 1882.
Sposò a 57 anni Clotilde de La Rochelambert, contessa di Labedoyère, nel 1869, ma da quest'unione non nacquero figli.